# Biserica Coborârea Duhului Sfânt din Putna

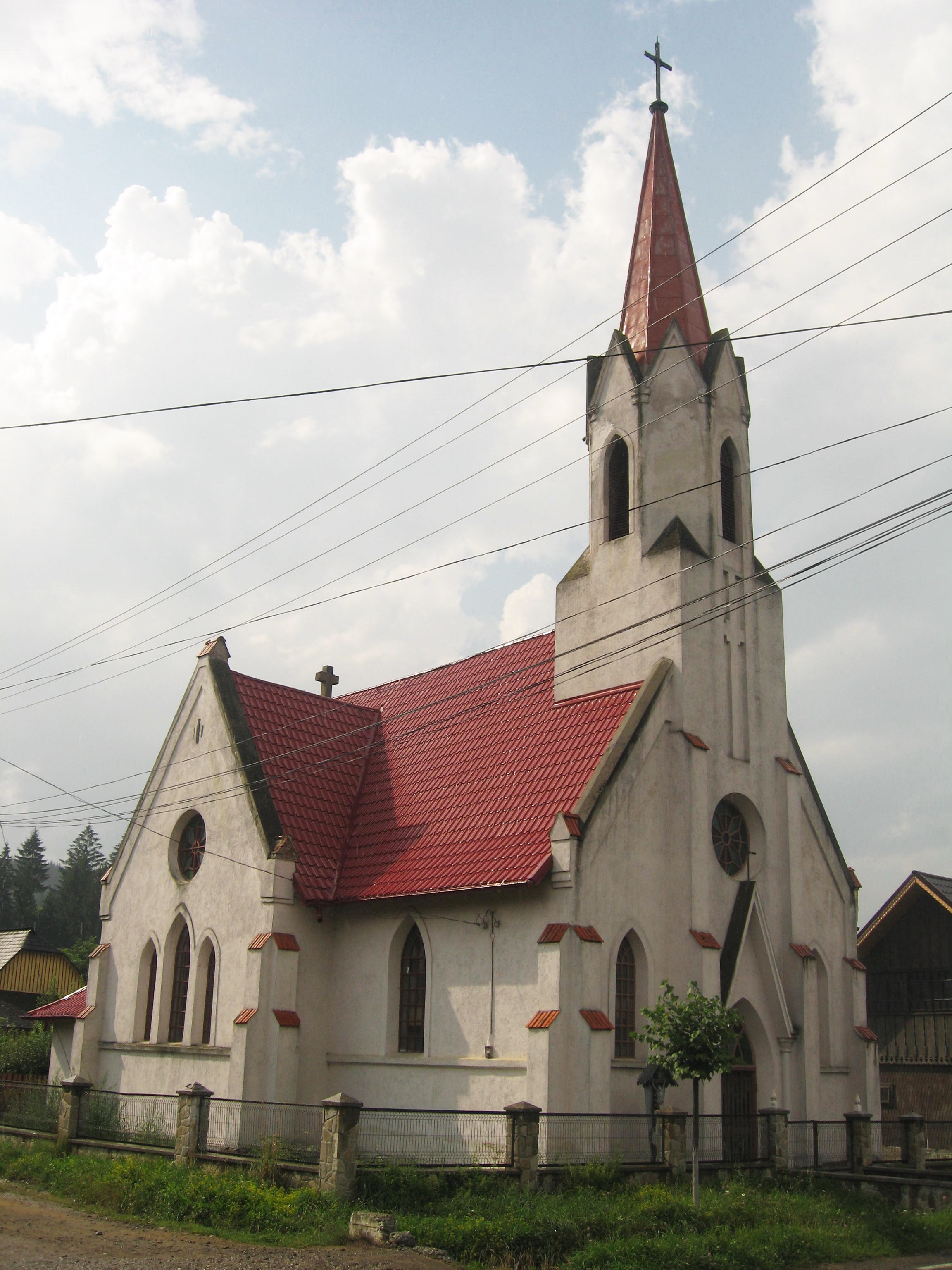
Biserica romano-catolică din Putna

Biserica "Coborârea Duhului Sfânt" din Putna este o biserică romano-catolică construită în anul 1936 în satul Putna (județul Suceava), la o distanță de 30 km de Rădăuți. Ea se află în centrul satului, de-a lungul DN2H.

## Comunitatea germană din Putna
După anexarea Bucovinei de către Imperiul Habsburgic (1774), autoritățile austriece au adus aici coloniști de origine germană, care proveneau din diverse regiuni ale imperiului și din landurile germane. 
După Unirea Bucovinei cu România (1918), numărul germanilor din Putna s-a menținut constant. În anul 1930, populația satului Putna era de 2.990 locuitori, dintre care 1.733 români (57,96%), 795 germani (26,58%), 213 evrei (7,12%), 159 polonezi (5,31%), 42 cehi și slovaci, 22 unguri, 15 ruteni, 10 ruși și 1 armean.  După religie, locuitorii satului erau grupați astfel: 1.705 ortodocși (57,02%), 1.002 romano-catolici (33,51%), 214 mozaici (7,15%), 35 evanghelici (luterani) (1,17%), 18 greco-catolici, 13 fără religie (liber-cugetători) și 3 din alte religii și secte. 
Între anii 1938-1940 etnicii germani au fost mutați în zone ocupate de Germania Nazistă. România și Germania au încheiat o convenție prin care statul român se obliga să achite despăgubiri pentru fiecare clădire în parte, inclusiv pentru terenurile și pădurile germanilor care au emigrat.

## Biserica romano-catolică din Putna
În anul 1921, după Unirea Bucovinei cu România, a fost organizat Vicariatul general al Bucovinei, cu sediul la Cernăuți. Cu acest prilej, comunitatea catolică din Putna a fost arondată Parohiei Gura Putnei (Karlsberg). După datele recensământului din 1930 în satul Putna locuiau 1.002 credincioși romano-catolici. Aceștia reprezentau o pondere de 33,51% din populația localității. Ei erau în majoritate de etnie germană, dar existau și enoriași de etnie poloneză.
O statistică din anul 1934 aducea informația că Parohia Gura Putnei (cu filialele Brodina, Falcău, Putna, Seletin și Vicov) avea în îngrijire spirituală un număr de aproximativ 3.500 de credincioși romano-catolici. 
Biserica romano-catolică din Putna a fost construită în anul 1936, primind hramul "Coborârea Duhului Sfânt".
În 1940, ca urmare a emigrării credincioșilor germani, comunitățile catolice din parohiile bucovinene se reduc numeric, iar unele parohii nu se mai justifică. În timpul celui de-al doilea război mondial, episcopul Mihai Robu a fost nevoit să reorganizeze parohiile catolice din Bucovina. Astfel, în Monitorul Oficial nr.231 din 2 octombrie 1943 este publicată noua împărțire a parohiilor catolice. Parohia Gura Putnei este desființată, iar comunitatea catolică din Putna este inclusă ca filială în Parohia Rădăuți. 
La recensământul din 2002, din cei 3.738 locuitori ai comunei Putna, 51 s-au declarat de confesiune romano-catolică (1,36%). Comuna Putna era formată din două sate: Putna și Gura Putnei. În ambele sate există comunități catolice care aparțin de Parohia Rădăuți.
La 11 martie 2007, aflat într-o vizită pastorală în Parohia Rădăuți, episcopul Petru Gherghel de Iași a participat la liturghie în biserica din Putna și s-a întâlnit cu credincioșii filialelor Putna, Gura Putnei și Falcău. 
În anul 2009, comunitatea catolică din Putna era formată din 21 de familii cu 36 de credincioși. Comunitatea din Gura Putnei avea 5 familii cu 14 credincioși. 
În prezent, Biserica romano-catolică din Putna este filială a Parohiei "Nașterea Sfintei Fecioarei Maria" din Rădăuți. În această biserică sunt celebrate liturghii doar în zilele de duminică sau cu prilejul diverselor sărbători religioase.

## Imagini

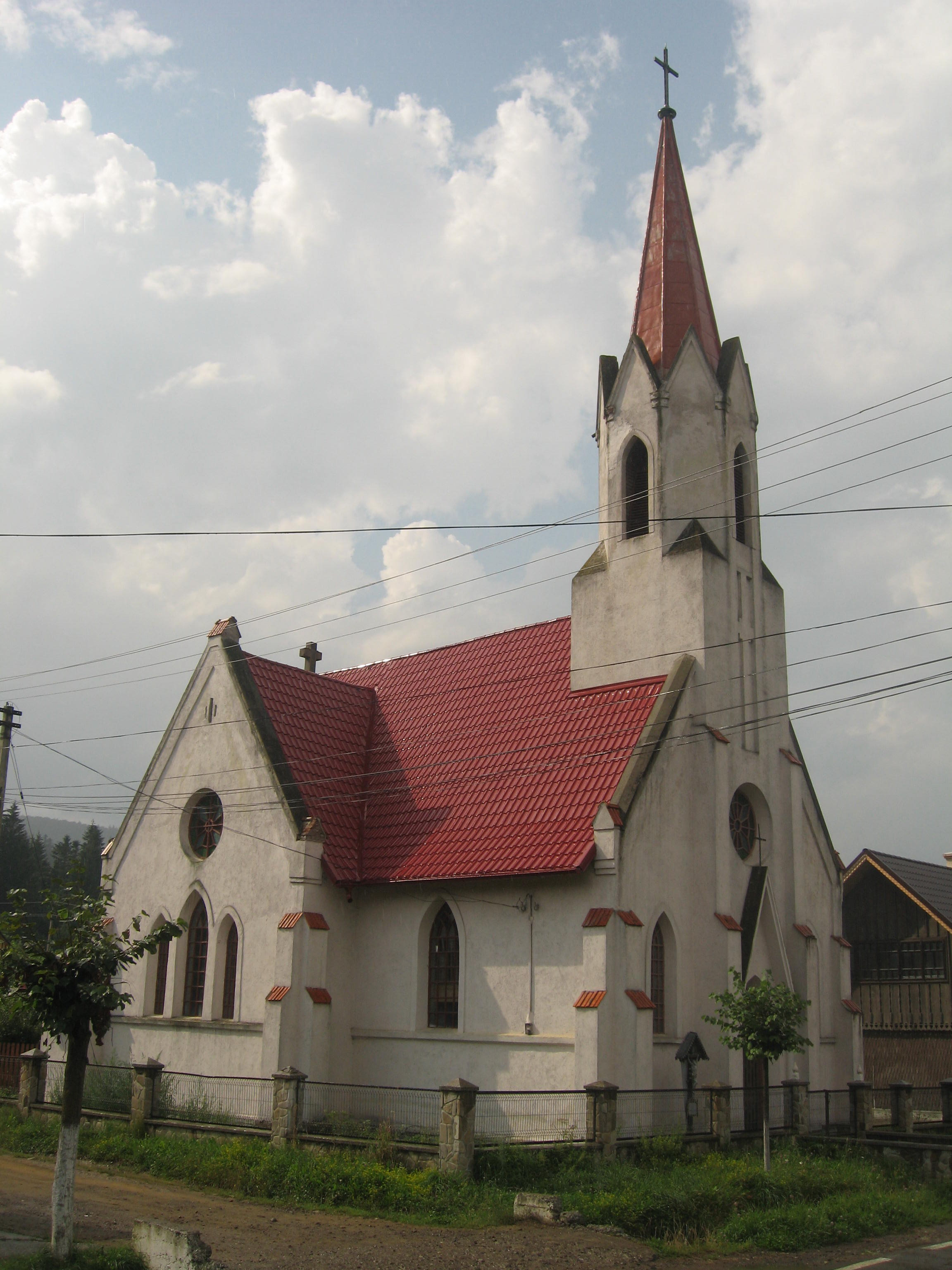
Biserica romano-catolică din Putna
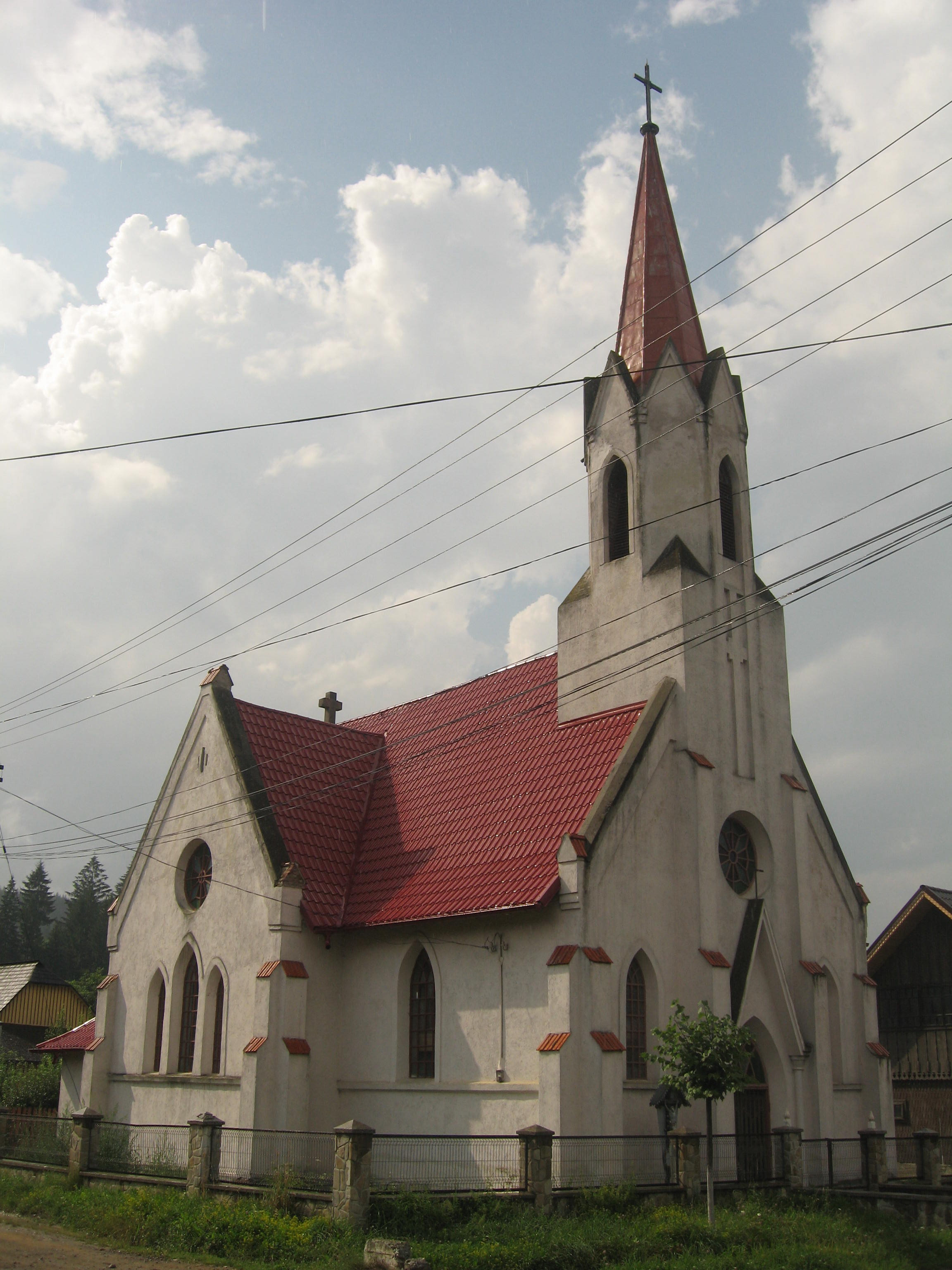
Biserica romano-catolică din Putna
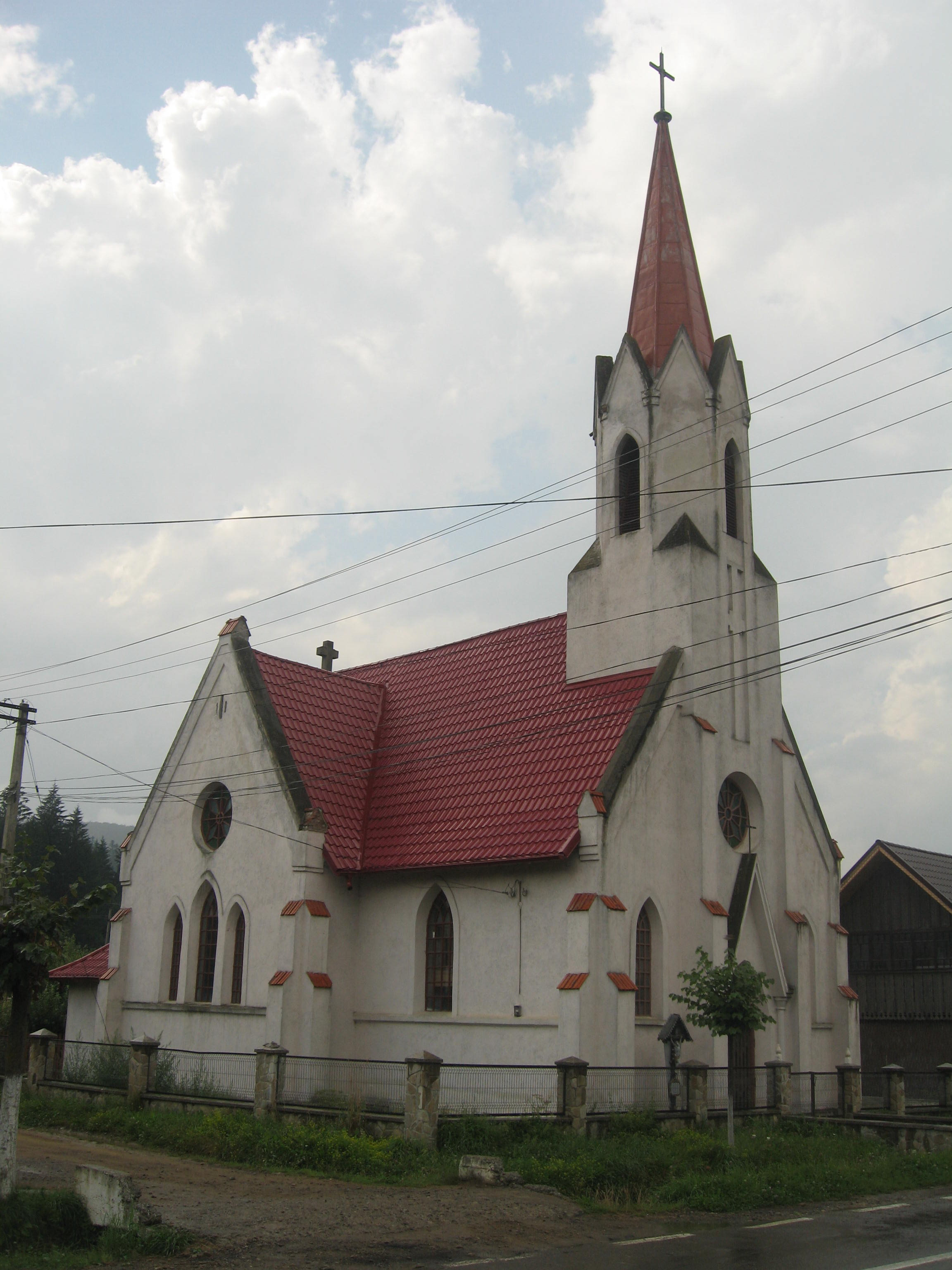
Biserica romano-catolică din Putna
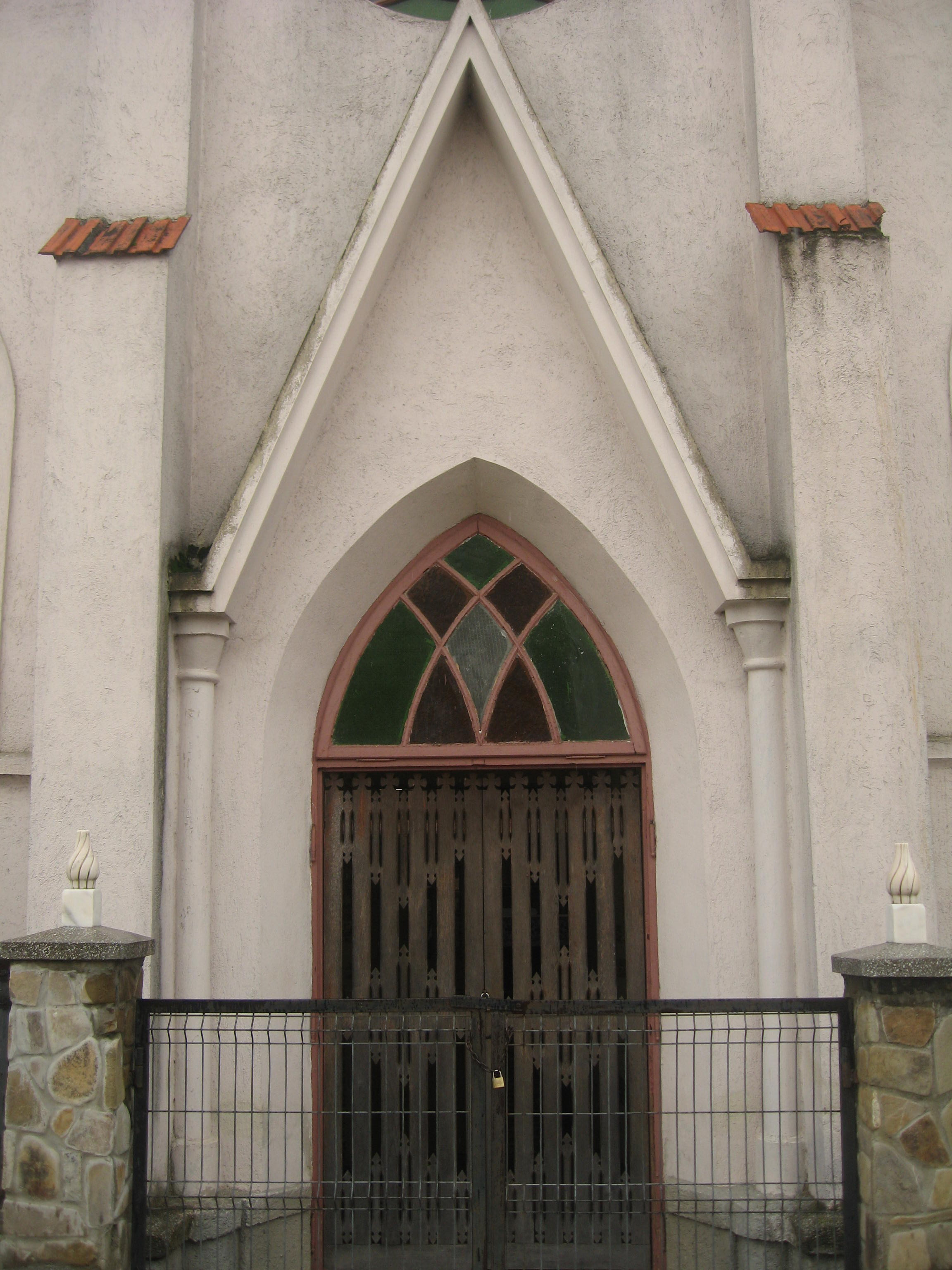
Portalul de intrare